# Nepomuceno
Nepomuceno, amtlich Município de Nepomuceno, ist eine Mittelstadt im Bundesstaat Minas Gerais in Brasilien. Sie liegt 233 km von der Hauptstadt Belo Horizonte entfernt.

## Allgemeine Angaben
Die Gemeinde hatte nach der Volkszählung 2010 25.733 Einwohner, die Nepomucenenser genannt werden. Sie steht nach Bevölkerungszahl an 131. Stelle der 853 Orte in Minas Gerais. Die Einwohnerzahl wurde nach der Schätzung des IBGE vom 1. Juli 2019 auf 26.769 Bewohner anwachsend berechnet. Die Fläche beträgt 582,553 km²; die Bevölkerungsdichte liegt bei 44,2 Personen pro km².
Die Angaben zur Höhenlage schwanken zwischen 840 und 1100 m, da der Ort sehr hügelig ist. Das Zentrum wird allgemein mit 843 m angegeben, 20 % der Fläche sind eben, 50 % hügelig und 30 % als bergig zu bezeichnen.

## Geschichte
Die Besiedlung des Gebietes begann Anfang des 18. Jahrhunderts, es war Sesmaria im Besitz des Capitão Mateus Luiz Garcia. Dieser errichtete eine kleine, dem Heiligen Nepomuk gewidmete Kapelle, von der sich die erste Bezeichnung des Weilers Vila de São João Nepomuceno ableitete. Eine erste Messe und Taufe fand am 6. März 1776 statt. Die Entwicklung von Kaffeeplantagen führte zu einem Anwachsen der Landbevölkerung, so dass das Gebiet zur Zeit des Kaiserreichs Brasilien am 11. September 1831 zu einem Distrito de Paz wurde, die Rechtsprechung unterlag somit einem Friedensrichter, durch das Gesetz Lei nº 209 vom 7. April 1841 wurde die gleichnamige Freguesia errichtet.
Die Gemeinde erhielt unter dem Namen Nepomuceno die Stadtrechte am 30. August 1911. An jedem 30. August eines Jahres wird seither der Stadtgründung mit Feierlichkeiten gedacht.

## Stadtverwaltung
Stadtpräfekt (Exekutive) war nach der Kommunalwahl 2012 für die Amtszeit 2013 bis 2016 der wiedergewählte Bürgermeister Marcos Memento (* 1972) von dem Partido dos Trabalhadores (PT). Bei der Kommunalwahl 2016 wurde er von Luiza Maria Lima Menezes, bekannt als Iza Menezes, für die Amtszeit 2017 bis 2020 abgelöst.
Die Legislative liegt bei der Câmara Municipal, der Stadtverordnetenkammer, die am 1. Juli 1912 errichtet wurde.

## Wirtschaft
Wichtigster Erwerbszweig sind Anbau und Handel mit Kaffee, die 70 Prozent der wirtschaftlichen Betätigung ausmachen. Angebaut werden zudem Getreide, Reis und Hülsenfrüchte. Nicht unbedeutend ist die Geflügelzucht. Es gibt über 1000 landwirtschaftliche Betriebe mit knapp 5000 Beschäftigten.

## Verkehr
Durch die Bundesstraße BR-381 ist Nepomuceno mit den Bundesstaaten São Paulo und Espírito Santo verbunden.

## Bildung
Im Jahr 2006 wurde mit Staatsgeldern ein Campus des Centro Federal de Educação Tecnológica de Minas Gerais in der Stadt errichtet.

## Söhne und Töchter der Stadt
- Gabriel Garcia de Figueiredo, 3. Barão de Monte Santo (1816–1895) Politiker und Bankier des Kaiserreiches
- Francisco Negrão de Lima (1901–1981), Politiker und Diplomat
- Joaquim Carlos Salgado (* 1939), Rechts- und Staatsphilosoph, der den Deutschen Idealismus in Brasilien bekannt machte